# Glynnis O'Connor
Glennis O'Connor (New York, 19 november 1956) is een Amerikaans actrice. Ze is vooral bekend door haar rol Jo in de televisiefilm The Boy in the Plastic Bubble, en door haar terugkerende rol Anne Paulsen in de televisieserie Law & Order.
Haar moeder was de bekende actrice Lenka Peterson.
- Library of Congress Control Number: no2001051621
- Nationale Bibliotheek van Israël: 987007421232805171
- Virtual International Authority File: 19329433
- WorldCat: E39PBJyGXmCg9cGPbkM4hP4g8C